# Love and Kisses (dal)
A Love and Kisses című dal az ausztrál énekesnő Dannii Minogue debütáló kislemeze, mely 1990 februárjában jelent meg Ausztráliában, és 1991. március 18-án az Egyesült Királyságban. A dalt Alvin Moody írta. A producer Moody mellett Vincent Bell és Dancin1 Danny D voltak. A dal a Love and Kisses című debütáló albumon szerepel. A dal Ausztráliban és az Egyesült Királyságban Top 10-es slágerlistás helyezés volt.

## Előzmények
Hat hónappal azután, hogy Minogue aláírt egy lemezszerződést az ausztrál Mushroom Records-szal, New York-ba utazott, hogy elkezdje a dalok felvételét debütáló albumához. Az Egyesült Államokban Alvin Moody és Vincent Bell producerekkel együtt dolgozott. A Brooklynban található stúdiónál több lövöldözés is történt, és ez  megnehezítette Minogue számára, hogy eljusson a stúdióba, mivel a taxisofőrök nem akarták odavinni. Minogue a New York-i felvétel élményét "félelmetesnek" és "rémísztőnek" találta. Minogue az R&B hatások miatt választotta az Egyesült Államokat a dalok felvételére, mivel nem akarta, hogy úgy szóljon az album, mint az összes többi poplemez Ausztráliában abban az időben.

## Kritikák
Az AllMusic kritikájában John Lucas a dalt "szórakoztató szösszenetnek" nevezte. és azt mondta, hogy különösen zseniális rapszekció.  Az albumról írt kritikájában a Billboard azt írta, hogy olyan dalok, mint a "Love and Kisses" az énekesnő hangját csípős ragályos ütemek és dallamok veszik körül, amelyeknek a Top 40-es rádiós listán hihetetlenül jól hangzanak.

## Slágerlistás helyezések
A "Love and Kisses" klipjét Paul Goldman és Craig Griffin rendezte. A videóban Minogue fehér háttér előtt táncol táncosokkal. A klip Minogue bőrruhás képeivel kezdődik, majd egy tánccsoporttal táncol változó háttér előtt. Minogue fekete-fehér jelenetei mindvégig bevágásra kerülnek a klipben. A dal az 1996-os The Videos című VHS-en is megjelent, valamint a 2006-ban kiadott The Hits & Beyond című DVD-re is felkerült.

## Formátumok és számlista
| Austrál kazetta single 1. "Love and Kisses" 2. "Work" Ausztrál kazetta maxi single 1. "Love and Kisses" (Hectic Mix) 2. "Love and Kisses" (House Mix) 3. "Love and Kisses" (Funky Mix) 4. "Work" Ausztrál CD single 1. "Love and Kisses" (Hectic Mix) 2. "Love and Kisses" (House Mix) 3. "Work" 4. "Love and Kisses Ausztrál 7-inch kislemez 1. "Love and Kisses" 2. "Work" | Ausztrál 12-inch bakelit 1. "Love and Kisses" (Hectic Mix) 2. "Love and Kisses" (House Mix - Edit) 3. "Work" Ausztrál 12-inch bakelit "Remix" single 1. "Love and Kisses" (House Mix) 2. "Love and Kisses" (Funky Mix) 3. "Work" UK 7-inch kislemez 1. "Love and Kisses" 2. "Love and Kisses" (Instrumental) Japán 3-inch CD single 1. "Love and Kisses" 2. "Work" |

## Slágerlista
| Slágerlista (1990–1991)               | Legjobb helyezések |
| ------------------------------------- | ------------------ |
| Ausztrália (ARIA)                     | 4                  |
| Belgium (Ultratop 50 Flanders)        | 48                 |
| Europe (Eurochart Hot 100)            | 25                 |
| Írország (IRMA)                       | 22                 |
| Új-Zéland (Recorded Music NZ)         | 15                 |
| Egyesült Királyság (UK Singles Chart) | 8                  |

| Slágerlista (1990) | Helyezések |
| ------------------ | ---------- |
| Australia (ARIA)   | 54         |

| Chart (1991)     | Position |
| ---------------- | -------- |
| UK Singles (OCC) | 99       |

## Minősítések
| Ország            | Minősítés | Eladás |
| ----------------- | --------- | ------ |
| Ausztrália (ARIA) | arany     | 35.000 |